# Сургув
Сургув (пол. Surhów) — село в Польщі, у гміні Красничин Красноставського повіту Люблінського воєводства.
Населення — 439 осіб (2011).
У 1975-1998 роках село належало до Холмського воєводства.

## Демографія
Демографічна структура станом на 31 березня 2011 року:
|          | Загалом | Допрацездатний вік | Працездатний вік | Постпрацездатний вік |
| -------- | ------- | ------------------ | ---------------- | -------------------- |
| Чоловіки | 234     | 59                 | 136              | 39                   |
| Жінки    | 205     | 23                 | 106              | 76                   |
| Разом    | 439     | 82                 | 242              | 115                  |